# Mirjam de Rijk
Mirjam de Rijk (Amsterdam, 7 november 1962) is een Nederlandse journalist, vakbondsvrouw, GroenLinks-politica, oud-directeur van Stichting Natuur en Milieu en voormalig wethouder van Financiën, Economische Zaken, Milieu en Openbare Ruimte te Utrecht. Ze werkt sinds begin 2019 bij vakbond FNV.

## Levensloop
De Rijk ging na haar vwo-opleiding in 1980 werken bij een buurthuis in Deventer. Daar richtte zij een jaar later de stadskrant Nieuw IJssels Peil op. Daarna werkte zij bij het Grand Theatre in Groningen, waar ze ook actief was bij de Groninger stadskrant De Lawine. Ze was in deze periode actief in de actiebeweging tegen kernenergie en kernwapens. Ze gaf onder andere trainingen over vergadertechnieken, leidinggeven en geweldloze weerbaarheid.
Vervolgens werkte ze als journalist voor diverse bladen, waaronder als redacteur voor de Winschoter Courant (1985-1987), als freelancer voor Trouw Intermediair en HP/De Tijd (1988-1992) en als politiek en sociaal-economisch redacteur van de De Groene Amsterdammer (1992-1999). Ze was ook panellid van het VARA-radioprogramma Punch (tussen 1994 en 1996) en voor TROS Radio 1.
In 1999 werd zij partijvoorzitter van GroenLinks, waarvan zij sinds 1998 lid was. Tussen 2003 en 2004 zat De Rijk voor GroenLinks in de Eerste Kamer. Zij hield zich bezig met onderwijs, wetenschapsbeleid, sociale zaken en volksgezondheid, welzijn en sport. Tegelijkertijd was ze voorzitter van de VrouwenAlliantie, een landelijk platform van 47 organisaties op het gebied van emancipatie.
In 2005 werd zij directeur van de Stichting Natuur en Milieu. Zij legde hiervoor haar Eerste Kamerlidmaatschap en haar voorzitterschap van de VrouwenAlliantie al eind 2004 neer. Tevens was zij voorzitter van de Algemene Woningbouwvereniging Amsterdam en lid van het platform energietransitie gebouwde omgeving.
Van april 2010 tot april 2014 was De Rijk wethouder en eerste locoburgemeester in Utrecht, verantwoordelijk voor financiën, economie, openbare ruimte en duurzaamheid.
Na haar wethouderschap heeft ze zich weer op de journalistiek toegelegd. Ze schreef voor onder andere de Groene Amsterdammer. Tevens schreef ze het boek '51 Mythes over wat goed zou zijn voor de economie' (november 2015).
Van 2019 tot 2021 was ze directeur collectieve belangenbehartiging en hoofd beleid bij vakbond FNV. Vanaf 2022 is ze publicist over economie en samenleving. In 2024 is op basis van een artikelenreeks in De Groene Amsterdammer een boek door haar gepubliceerd bij uitgeverij Pluim met als titel Gekaapt door het kapitaal - Zorg, onderwijs, wonen en kinderopvang (ISBN 9789493339392).